# Bettina Winkler
Bettina Winkler (geb. Schiertz; * 31. März 1944 in Radebeul) ist eine deutsche Malerin und Grafikerin.

## Leben und Werk
Der Vater Bettina Winklers war der Oberlehrer Oskar Schiertz. Sie absolvierte ab 1961 eine Lehre als Medizinische Assistentin und arbeitete bis 1967 in ihrem Beruf. In Radebeul nahm sie an einem Mal- und Zeichenzirkel von Hildegard Stilijanow teil. Von 1967 bis 1972 studierte sie bei Jutta Damme, Gerhard Kettner, Herbert Kunze, Horst Jokusch und Hans Mroczinski an der Hochschule für Bildende Künste Dresden. Zu ihren Kommilitonen gehörten u. a. Joachim Böttcher, der Restaurator Wolfgang Bruhm (* 1945), Siegfried Klotz, Sibylle Leifer, Gerda Lepke und Thea Richter. Für ihr Diplom in der Fachrichtung Tafelmalerei schuf sie das Bild Botanischer Garten, das ursprünglich für die Mensa des neuen Bildungszentrums in Cottbus vorgesehen war, sich aber in der Sammlung der HfBK befindet (Inv.-Nr. A 0093).
Seit 1972 arbeitet Bettina Winkler als freischaffende Malerin und Grafikerin, erst in Bad Muskau und seit 1975 in Cottbus. Sie war bis 1990 Mitglied des Verbands Bildender Künstler der DDR. In der DDR hatte sie Einzelausstellungen in Weißwasser, Hagenwerder, Cottbus, Elsterwerda, Hoyerswerda, Guben und Radebeul und nahm sie an wichtigen Gruppenausstellungen teil.
Seit Anfang der 1990er Jahre spielt in ihrer künstlerischen Arbeit der Gedanke der Wiederverwendung von Abfallmaterialien eine Rolle, was sich in ihren Werken zeigt.
Ab 2007 leitete Bettina Winkler im Kunstmuseum Dieselkraftwerk Cottbus künstlerische Kurse.

## Rezeption
„Zunächst der realistischen Tradition der Dresdener Malerei des 20. Jahrhunderts verpflichtet, dominierten künstlerische Techniken, wie Gouache, Aquarell, Pastell und Zeichnung ihr Schaffen. In den achtziger Jahren traten in ihren Bildern expressive Tendenzen auf, die sich in der Folge zunehmend verstärkten. Um 1989/1990 treten künstlerische Gestaltungsmöglichkeiten in den Vordergrund, die von ihr vorher nur vereinzelt genutzt wurden: Collagen, Assemblagen, Objekte und Plakatübermalung.“

## Frühere Werke (Auswahl)
- Frau mit Katze (1970, Gouache, 24,5 × 23,5 cm)[2]
- Tischlerbrigadier Kurt Katins (1982, Öl; auf der IX. Kunstausstellung der DDR)[3]
- Waffenbrüderschaft (1984, Polyptichon, Mischtechnik, 183 × 235 cm; Auftrag der NVA für das Haus der NVA Cottbus)

## Ausstellungen (unvollständig)

### Teilnahme an zentralen und wichtigen regionalen Ausstellungen in der DDR
- 1974, 1979 und 1984: Cottbus, Bezirkskunstausstellungen
- 1974/1975: Frankfurt/Oder, Galerie Junge Kunst („Junge Künstler '74. 1. Jahresausstellung junger bildender Künstler der DDR“)
- 1978: Frankfurt/Oder, Galerie Junge Kunst („Junge Künstler der DDR“)
- 1982: Cottbus, Kunstsammlung Cottbus („Aspekte Cottbuser Kunst“)
- 1982/1983: Dresden, IX. Kunstausstellung der DDR
- 1983: Leipzig, Messehaus am Markt („Kunst und Sport“)
- 1986: Cottbus, Staatliche Kunstsammlungen („Bekenntnis und Tat“)
- 1986: Cottbus, Staatliche Kunstsammlungen („Soldaten des Volkes - dem Frieden verpflichtet. Kunstausstellung zum 30. Jahrestag der Nationalen Volksarmee“)
- 1989: Berlin, Akademie-Galerie im Marstall („Bauleute und ihre Werke. Widerspiegelungen in der bildenden Kunst der DDR“)

### Einzelausstellungen seit der deutschen Wiedervereinigung
- 2009: Cottbus, Heron-Buchhaus
- 2009: Königshain, Barockschloss Königshain („Arbeiten aus 35 Jahren“)
- 2009/2010: Weißwasser, Kleine Galerie („Bildgeschichten in Farbe und Schwarz-Weiß“; mit Susann Hanschke)
- 2011: Cottbus, Foyer des Rathauses („Papierrisse und -faltungen oder: Der neue Katalog ist da!“)[4]
- 2024: Weißwasser, Kleine Galerie der Volkshochschule („Zwischendurch und weiter …“)[5]